# Nomia pavonura
Nomia pavonura är en biart som beskrevs av Cockerell 1912. Nomia pavonura ingår i släktet Nomia och familjen vägbin. Inga underarter finns listade i Catalogue of Life.